# Centropyge heraldi
Centropyge heraldi (Woods e Schultz, 1953) è un pesce osseo marino appartenente alla famiglia Pomacanthidae.

## Distribuzione e habitat
Questa specie vive nell'Indo-Pacifico tropicale dallo Sri Lanka e Bali a est fino alle isole Marshall a est, a nord fino al Giappone meridionale e a Taiwan e raggiungendo a sud la grande barriera corallina australiana.
Popola le parti esterne delle barriere coralline, occasionalmente si trova nelle lagune. Mostra una preferenza per acque abbastanza profonde: nella grande barriera corallina si trova soprattutto tra i 40 e i 50 metri di fondo.
Viene riportata una distribuzione batimetrica tra 5 e 90 metri di profondità, di solito vive dai 15 ai 40 metri.

## Descrizione
Questa specie è molto simile a Centropyge flavissima. Come gli altri membri del genere Centropyge ha pinne dorsale e anale ampie e parzialmente coperte di scaglie, corpo alto e abbastanza compresso, bocca piccola e una robusta spina sul preopercolo. La livrea è giallo limone con una macchia ocra picchiettata di giallo dietro l'occhio. Si distingue da C. flavissima anche perché la pinna dorsale e la pinna anale sono appuntite nella parte posteriore mentre in C. flavissima sono arrotondate.
La taglia massima nota è di 12 cm.

## Biologia

### Comportamento
Gli adulti formano harem composti da due a quattro individui.

### Alimentazione
La dieta è basata sulle alghe bentoniche, secondariamente si nutre anche di invertebrati bentonici come polipi corallini e ascidie.

## Acquariofilia
Si tratta di una specie presente sporadicamente sul mercato dei pesci per gli acquari marini.

## Conservazione
Si tratta di una specie comune nell'areale e le popolazioni sono stabili. Il prelievo di esemplari per il mercato acquariofilo è molto ridotto e non si registrano impatti di altro tipo. Per questi motivi la lista rossa IUCN la classifica come "a rischio minimo".